# Engelse Tuin (Harlingen)
De Engelse Tuin is een park in de stad Harlingen in de Nederlandse provincie Friesland.

## Geschiedenis
In 1843 werd op het Bolwerk de Engelse tuin aangelegd naar ontwerp van Lucas Pieters Roodbaard. De entree aan de noordzijde ligt aan de Hoogstraat en aan de zuidzijde aan Franekereind.
In 2009 is het park gerenoveerd. Bij de herinrichting was ook tijdelijk een bunker te zien die deel uitmaakte van de Atlantikwall. Deze Gefechtstand Engelsche Tuin diende als Commandopost Verbindingen (1940-1945). In het park liggen nog drie geschutsbunkers (Tobruk).
In 2013 is er ter ere van de inhuldiging van Willem-Alexander een koningslinde geplant.